# Gare de Lesja
La gare de Lesja est une gare ferroviaire de la ligne de Rauma. La gare se trouve dans la commune de Lesja, elle a été mise en service en 1921 soit trois ans avant que la ligne ne soit terminée. 

## Situation ferroviaire
La gare se situe à 360.68 km d'Oslo. 

## Service des voyageurs

### Accueil
La gare a une salle d'attente ouverte toute la semaine.

### Desserte
La gare est desservie par des trains reliant Åndalsnes à Dombås.

### Intermodalité
La gare dispose d'un parking d'une dizaine de places et d'un parc à vélos. 